# Lilla Edet västra
Lilla Edet västra är en av SCB avgränsad och namnsatt tätort väster om Göta älv och Lilla Edet i Lilla Edets kommun som omfattar områdena Ström och Östra Berg. Fram till 2015 räknades området av SCB som en del av tätorten Lilla Edet, men från 2015 som en egen tätort.
| Befolkningsutvecklingen i Lilla Edet västra 2015–2020 | Befolkningsutvecklingen i Lilla Edet västra 2015–2020 | Befolkningsutvecklingen i Lilla Edet västra 2015–2020 | Befolkningsutvecklingen i Lilla Edet västra 2015–2020 | Befolkningsutvecklingen i Lilla Edet västra 2015–2020 |
| ----------------------------------------------------- | ----------------------------------------------------- | ----------------------------------------------------- | ----------------------------------------------------- | ----------------------------------------------------- |
|                                                       |                                                       |                                                       |                                                       |                                                       |
| År                                                    |                                                       |                                                       | Folkmängd                                             | Areal (ha)                                            |
| 2015                                                  | 2015                                                  |                                                       | 1 446                                                 | 138                                                   |
| 2020                                                  | 2020                                                  |                                                       | 1 622                                                 | 140                                                   |
| Anm.: Ny tätort 2015, utbruten ur tätorten Lilla Edet |                                                       |                                                       |                                                       |                                                       |